# Generální kapitanát Portoriko
Generální kapitanát Portoriko (španělsky Capitanía General de Puerto Rico) byl název španělské kolonie, která zahrnovala karibský ostrov Portoriko a přilehlé menší ostrovy. Ostrov navštívil Kryštof Kolumbus při své druhé cestě v roce 1493, první španělská osada byla založena roku 1508. Formálně byl součástí místokrálovství Nové Španělsko a audiencie Santo Domingo. Generální kapitanát (instituce španělské koloniální správy vojenského charakteru) byl na ostrově oficiálně zřízen roku 1580, aby mohl lépe čelit útokům cizích bukanýrů, korzárů a pirátů a zvýšil bezpečnost španělských lodí v západním Karibiku. Nejvyšším představitelem byl generální kapitán, který byl zároveň i guvernérem ostrova. Portoriko zůstalo španělskou državou až do roku 1898, kdy přešlo pod správu Spojených států amerických.